# Strada statale 670 dei Piani d'Aspromonte
La ex strada statale 670 dei Piani d'Aspromonte (SS 670), ora strada provinciale 6 Inn. SS 18 (Villa San Giovanni) - Inn. ex SS 183 (Bivio per Gambarie) (SP 6), è stata una strada statale italiana a una corsia per senso di marcia che collega Villa San Giovanni a Gambarie d'Aspromonte passando per i centri di Campo Calabro, San Roberto, Melia (in Località Sant'Angelo) e Fiumara.

## Storia
Venne classificata come strada statale con il decreto del Ministro dei lavori pubblici n. 49 del 6 febbraio 1992 con il seguente itinerario: "Innesto con la s.s. n. 18 a Villa S. Giovanni - S. Roberto - Innesto con la s.s. n. 183 presso Gambarie".
In seguito al decreto legislativo n. 112 del 1998, dal 2002 la gestione è passata dall'ANAS alla Regione Calabria, che ha provveduto al trasferimento dell'infrastruttura al demanio della Provincia di Reggio Calabria.

## Percorso
Questa strada si snoda su un percorso montuoso e tortuoso, infatti la strada raramente è in rettilineo: l'unica parte dove è retta è la parte Villa-Campo.
La strada inizia nel centro della città di Villa San Giovanni e in salita passa per la zona periferica e la zona industriale di Campo fino al centro abitato di quest'ultimo. Da qui la strada inizia a torreggiare passando per San Roberto, Fiumara, Melia.
Uscendo da Melia si passa per un bivio e poi si sale fino ad arrivare all'innesto con la ex strada statale 183 Aspromonte-Jonio nei pressi di Gambarie.
L'arteria è molto usata, perché è l'unica che consente un collegamento tra queste località.
Nelle feste invernali (Natale, Epifania) l'arteria è molto affollata per le tante persone che vanno a Gambarie per praticare sport invernali.